# میا فیشل
میا فیشل (انگلیسی: Mia Fishel؛ زادهٔ ۳۰ آوریل ۲۰۰۱) بازیکن فوتبال اهل ایالات متحده آمریکا است که در حال حاضر برای باشگاه فوتبال زنان چلسی بازی می‌کند.
از باشگاه‌هایی که در آن بازی کرده است می‌توان به باشگاه فوتبال زنان چلسی اشاره کرد.
وی همچنین در تیم‌های ملی فوتبال زیر ۱۵ سال، زیر ۱۷ سال، زیر ۲۰ سال و بزرگسالان زنان ایالات متحده آمریکا بازی کرده است.

## سال‌های اولیه
میا فیشل در سن دیگو، کالیفرنیا به دنیا آمد و در مدرسه متوسطه پاتریک هنری تحصیل کرد. او به مدت دو سال در تیم فوتبال دبیرستان و همچنین بسکتبال بازی کرد. او به عنوان بازیکن اول تیم آل-سیف در فوتبال به عنوان یک سال دومی انتخاب شد. فیشل همچنین در فوتبال باشگاهی برای تیم ای‌سی‌ان‌ال سن دیگو سرف بازی کرد.

### یوسی‌ال‌ای برونیس
فیشل بین سال‌های ۲۰۱۹ تا ۲۰۲۱ به مدت سه فصل در تیم فوتبال زنان UCLA در دانشگاه کالیفرنیا، لس آنجلس بازی کرد و رشته تحصیلی‌اش روان‌شناسی بود. به عنوان یک دانشجوی سال اول، فیشل در تمام ۲۴ بازی حاضر شد و با زدن ۱۴ گل، بهترین گلزن تیم شد، از جمله پنج گل در فصل پایانی که UCLA به نیمه‌نهایی کالج کاپ ۲۰۱۹ رسید و در آنجا به تیم دانشگاه استنفورد باخت. او در میان تازه‌واردان در کشور در گل‌ها سومین رتبه را کسب کرد و در تیم آل-فرشمن پک-۱۲ و تیم سوم آل-پک-۱۲ انتخاب شد. در سال ۲۰۲۰، فیشل با شش گل در رده دوم گلزنی برای برونیس قرار گرفت و به همراه شش پاس گل، تیم را به قهرمانی پک-۱۲ برای اولین بار از سال ۲۰۱۴ رساند. فیشل به عنوان تیم اول آل-پاسیفیک رجیون و تیم دوم آل-آمریکن توسط سرمربیان فوتبال ایالات متحده آمریکا برگزیده شد. و همچنین افتخارات تیم اول آل-پک-۱۲ را کسب کرد. قبل از سال سومش، فیشل اعلام کرد که در پایان فصل برای درفت لیگ ملی فوتبال زنان ایالات متحده آمریکا ۲۰۲۲ به‌طور زودهنگام اعلام حضور خواهد کرد. UCLA در این فصل بدون شکست باقی ماند و قهرمانی پک-۱۲ را حفظ کرد قبل از اینکه روند ۲۶ بازی بدون شکست تیم با شکست ۱–۰ در دور اول جام NCAA به ایرواین پایان یابد، در حالی که در رده سوم ملی قرار داشتند. فیشل در آخرین فصل خود با ۱۲ گل، بهترین گلزن تیم شد و برای دومین بار متوالی سرمربیان فوتبال ایالات متحده آمریکا در فهرست آل-آمریکا به عنوان تیم سوم انتخاب شد. او همچنین برای دومین بار به عنوان تیم اول آل-پاسیفیک رجیون و آل-پک-۱۲ انتخاب شد.

## دوران باشگاهی

### تیگرس یوای‌ان‌ال (۲۰۲۲–۲۰۲۳)
در ۱۸ دسامبر ۲۰۲۱، فیشل در دور اول درفت ۲۰۲۲ به عنوان پنجمین انتخاب کلی توسط ارلاندو پراید انتخاب شد، زیرا او تصمیم به اعلام زودهنگام و صرف‌نظر از سال آخر خود گرفت. سرمربی او در یوسی‌ال‌ای، آماندا کرامول، در اوایل آن ماه به عنوان سرمربی اورلاندو منصوب شده بود. اما در ۱۴ ژانویه ۲۰۲۲، او تصمیم به امضا قرارداد با تیم مکزیکی یوای‌ان‌ال تیگرس گرفت. او در انتقاد از سیستم انتخاب، اعلام کرد که اورلاندو را رد کرده زیرا نمی‌خواست بخشی از یک تیم در حال بازسازی باشد و تیگرس فرصتی برای قهرمانی را ارائه می‌داد. او در ۳۱ ژانویه در جریان یک تساوی ۱–۱ با باشگاه فوتبال زنان تیخوانا به عنوان بازیکن تعویضی وارد میدان شد. چهار روز بعد، او اولین بازی در ترکیب اصلی خود را انجام داد و در یک پیروزی ۴–۲ در برابر باشگاه فوتبال زنان مازاتلان دو گل به ثمر رساند. فیشل در آپرتورا ۲۰۲۲ در ۱۷ بازی ۱۷ گل به ثمر رساند و به اولین بازیکن خارجی تبدیل شد که کفش طلای لیگا ام‌اکس فیمنیل را به دست آورد. او با یک گل از کریستینا برکنرود پیشی گرفت.

### چلسی (۲۰۲۳–تاکنون)
در تاریخ ۴ اوت ۲۰۲۳، باشگاه انگلیسی چلسی اعلام کرد که فیشل را از تیگرس با قراردادی سه‌ساله به خدمت گرفته است. چلسی گزارش داد مبلغ ۲۵۰٬۰۰۰ دلار بابت انتقال پرداخت کرده است. در تاریخ ۱ اکتبر ۲۰۲۳، فیشل در اولین بازی خود برای چلسی در یک مسابقه لیگ برابر باشگاه فوتبال زنان تاتنهام هاتسپر به میدان رفت و در دقیقه ۲۸ اولین گل خود را برای باشگاه به ثمر رساند و تیمش را به پیروزی ۲–۱ رساند.
پس از اینکه در فوریه ۲۰۲۴ دچار آسیب رباط صلیبی قدامی شد، فیشل در تاریخ ۲۳ مارس ۲۰۲۵ به عنوان بازیکن تعویضی در پیروزی ۲–۱ چلسی برابر باشگاه فوتبال زنان منچستر سیتی به میدان رفت.

## دوران ملی
در اکتبر ۲۰۲۰، فیشل اولین دعوت‌نامه خود را برای رده بزرگسالان تیم ملی فوتبال زنان ایالات متحده آمریکا از سوی ولاتکو آندونوفسکی برای یک اردو ۱۱ روزه با ۲۷ بازیکن در کامرس سیتی، کلرادو دریافت کرد. این اردو اولین اردو در هفت ماه گذشته به دلیل دنیاگیری کووید-۱۹ بود و شامل چهار بازیکن دانشگاهی بود که فیشل جوان‌ترین آن‌ها بود. فیشل در سپتامبر ۲۰۲۳ برای یک سری بازی‌های دوستانه برابر آفریقای جنوبی دعوت شد و سپس در دومین بازی خود برابر آفریقای جنوبی در تاریخ ۲۴ سپتامبر ۲۰۲۳ به میدان رفت. در تاریخ ۲۹ اکتبر ۲۰۲۳، در زادگاهش سن دیگو، فیشل در دومین حضور خود برای تیم ملی، در یک بازی دوستانه برابر کلمبیا که با نتیجه ۳–۰ به پایان رسید، اولین گل ملی خود را به ثمر رساند. در تاریخ ۱۹ فوریه ۲۰۲۴، فیشر در حین تمرین برای رباط صلیبی قدامی زانوی راست خود را پاره کرد.